# Gneo Mallio Massimo
Gneo Mallio Massimo (fl. II secolo a.C.) è stato un militare e senatore romano, console nel 105 a.C. assieme a Publio Rutilio Rufo, vincendo alle elezioni contro Quinto Lutazio Catulo.

## Biografia
Quando fu eletto era un homo novus.
Ottenne il governo della Gallia Transalpina come provincia per quell'anno.
È noto per aver combattuto ad Aurasio contro il popolo germanico dei Cimbri, dai quali venne pesantemente sconfitto, aprendo così le porte della Gallia Narbonense e dell'Italia ai Teutoni e ai Cimbri.
Nella battaglia perse anche i figli e al ritorno a Roma fu destituito per aver perso l'esercito.